# Bond Bug

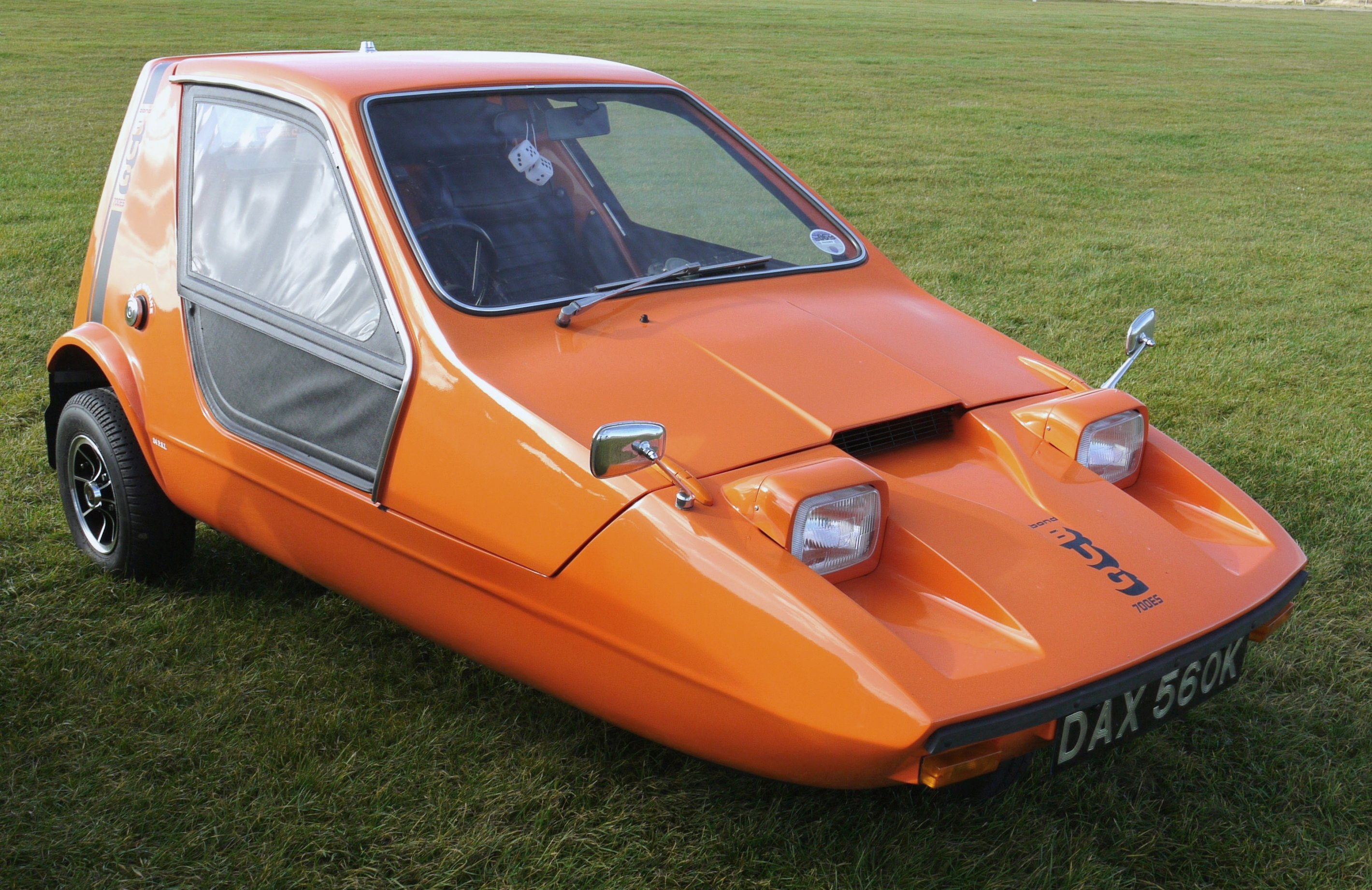
Bond Bug 700ES.

Bond Bug är en liten tvåsitsig och trehjulig brittisk bil med glasfiberkaross som tillverkades av Reliant Motor Company (som köpt Bond Car Ltd 1969) från 1970 till 1974. Totalt tillverkades 2 270 exemplar. Med undantag för sex vita exemplar som specialbeställts av tobaksföretaget Rothmans var alla bilarna orange. Cylindervolymen var under större delen av produktionstiden 700 cm3, men från slutet av 1973 tillverkades även 142 bilar med cylindervolym 750 cm3.

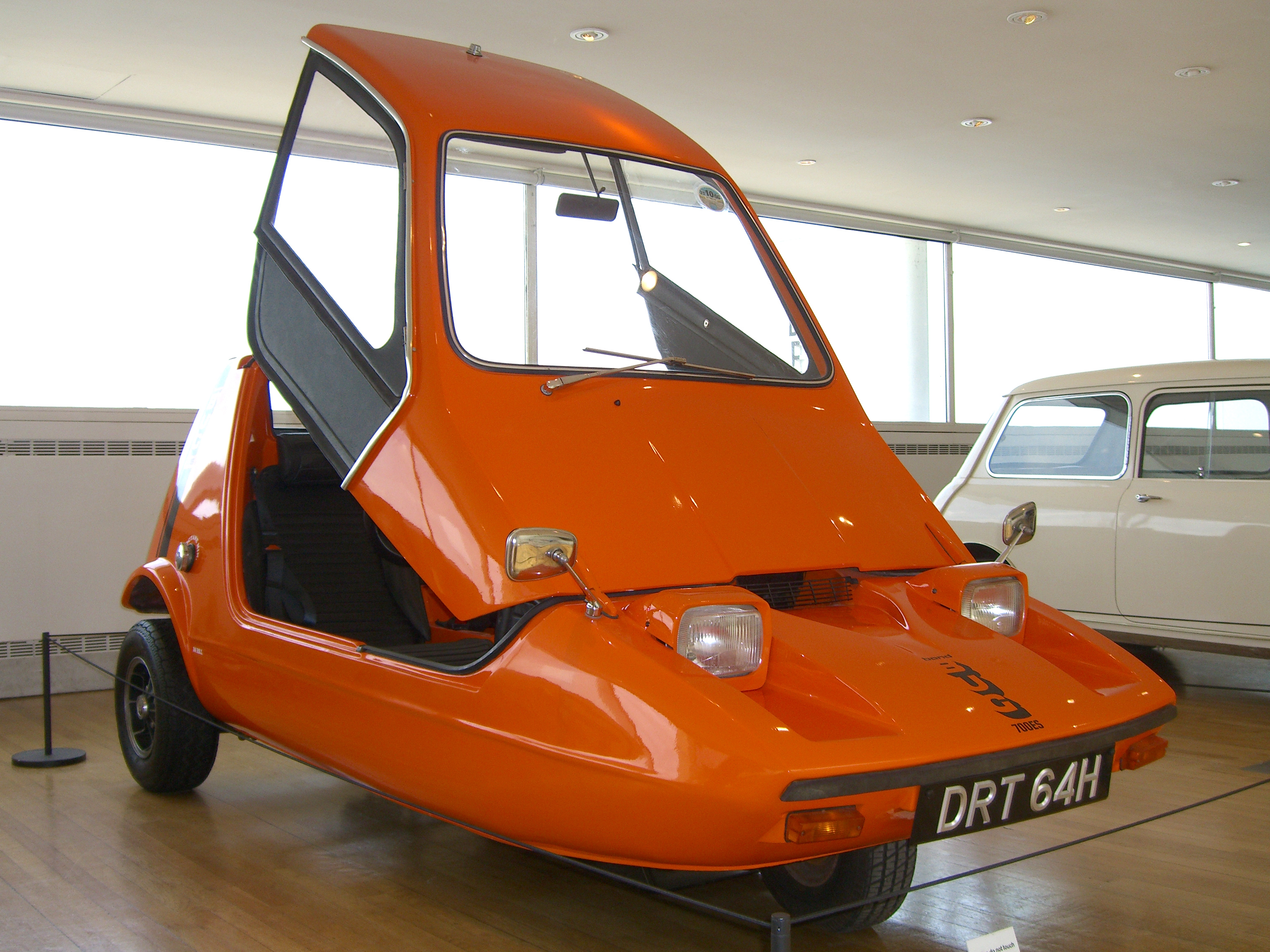
En Bond Bug har inte dörrar i traditionell mening, utan man lyfter hela kupén och kliver in (eller ut).
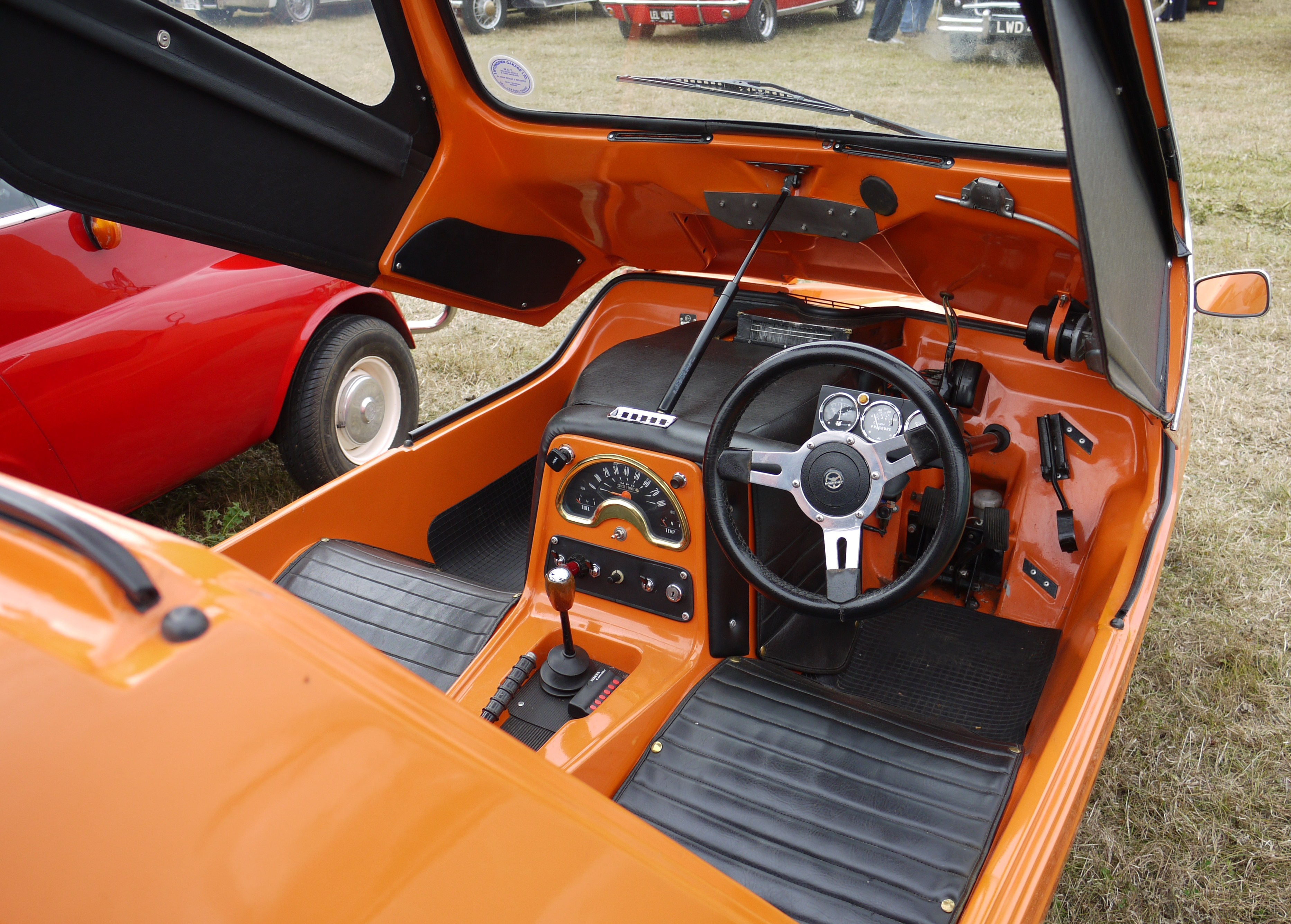
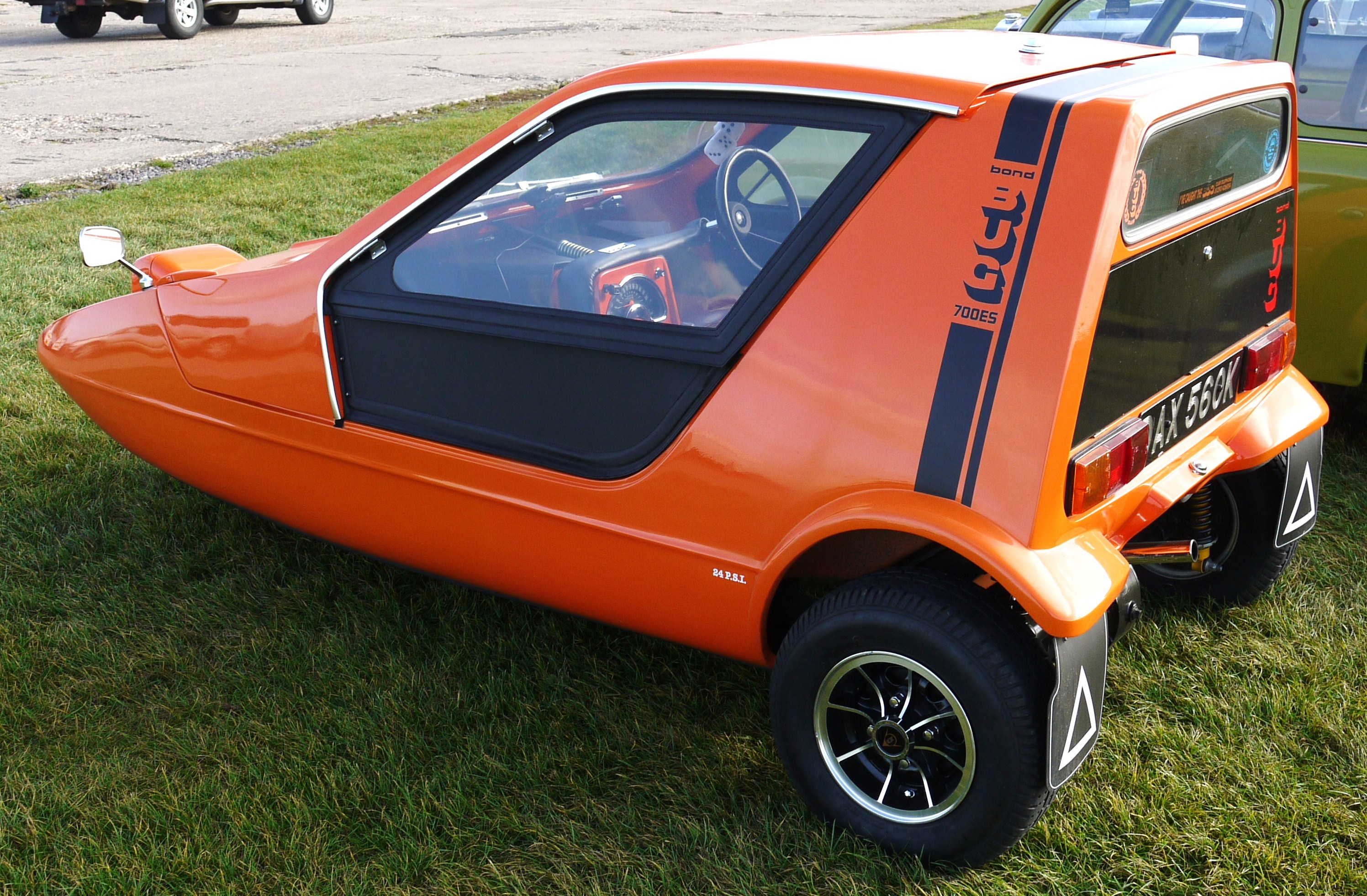
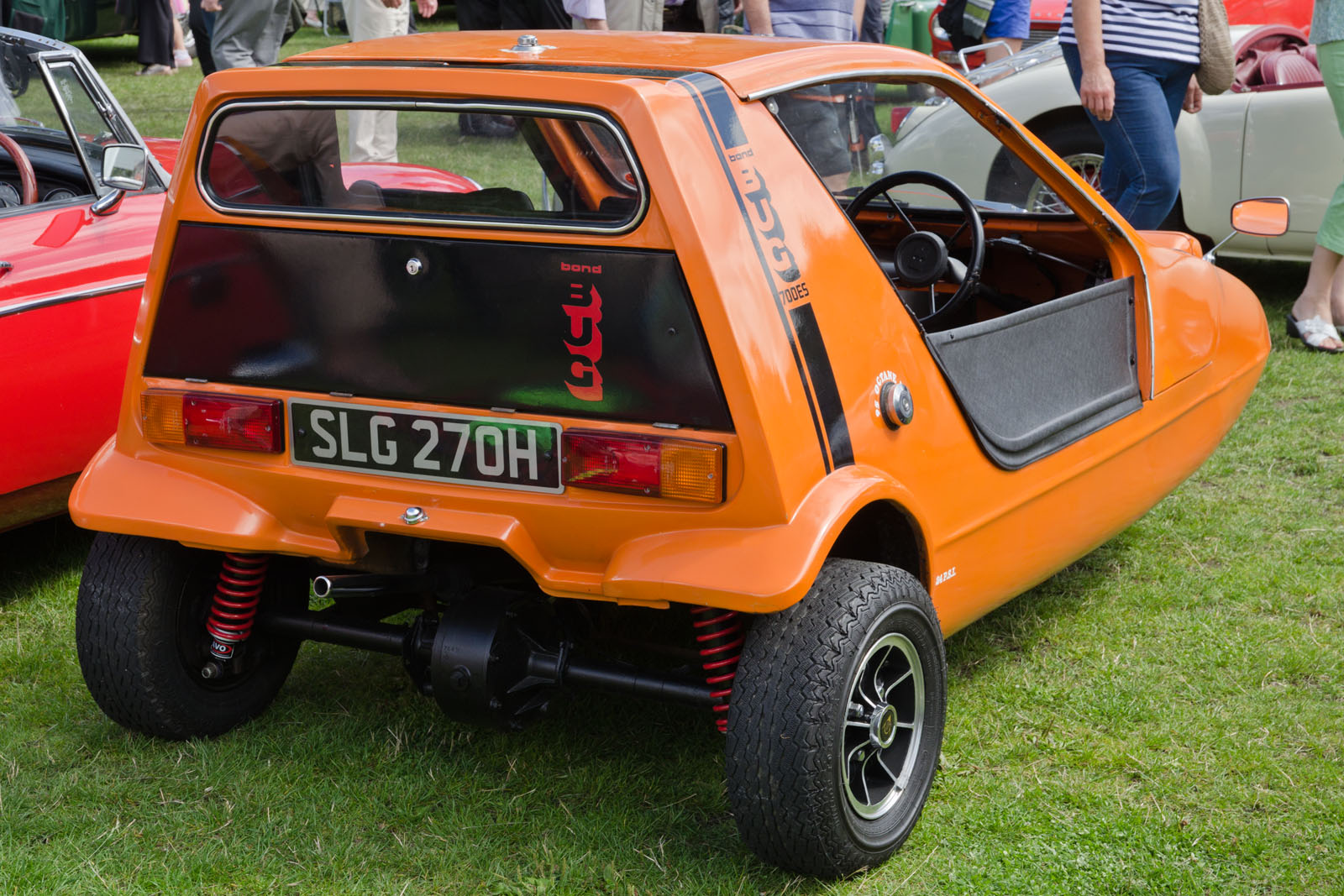
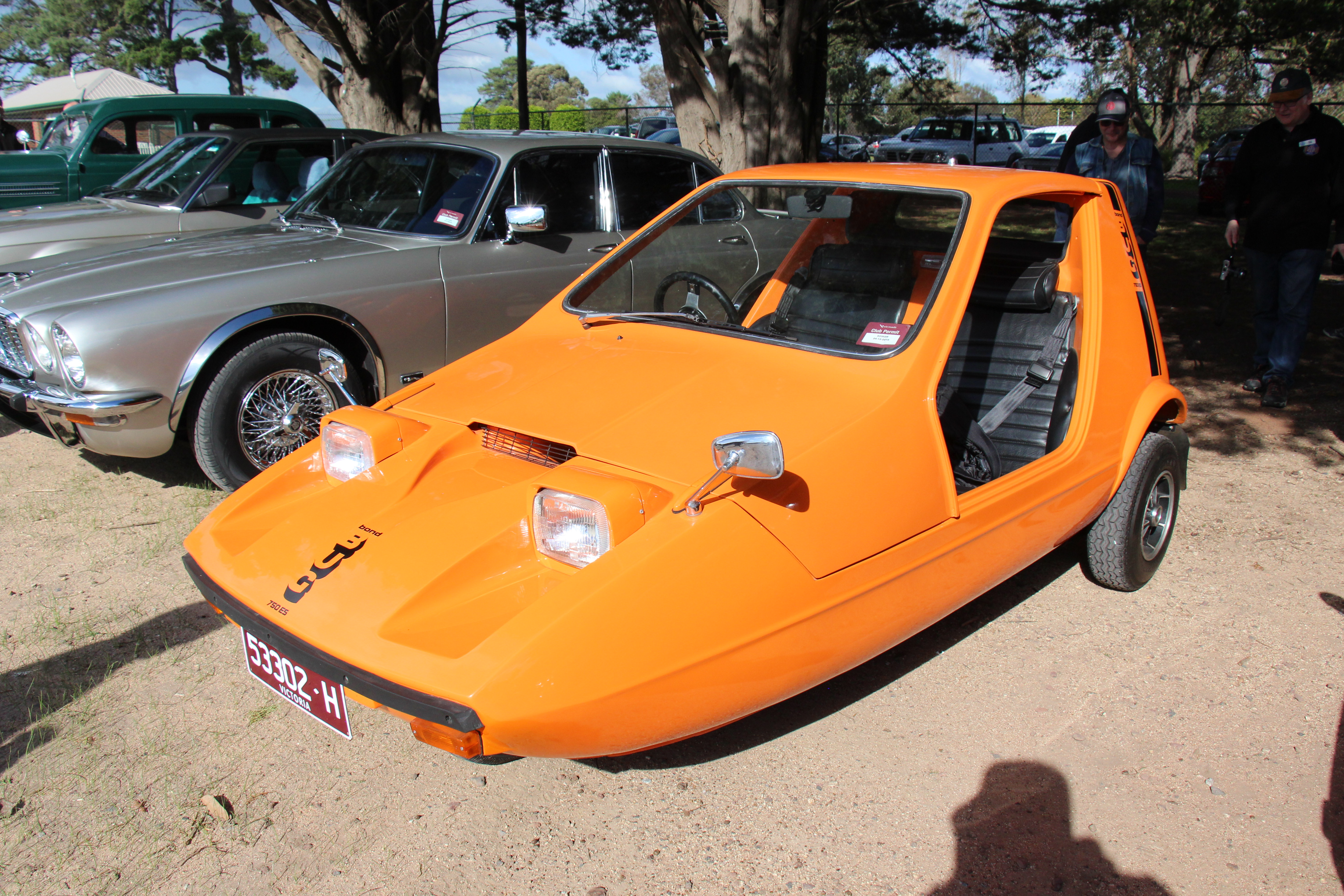
750ES
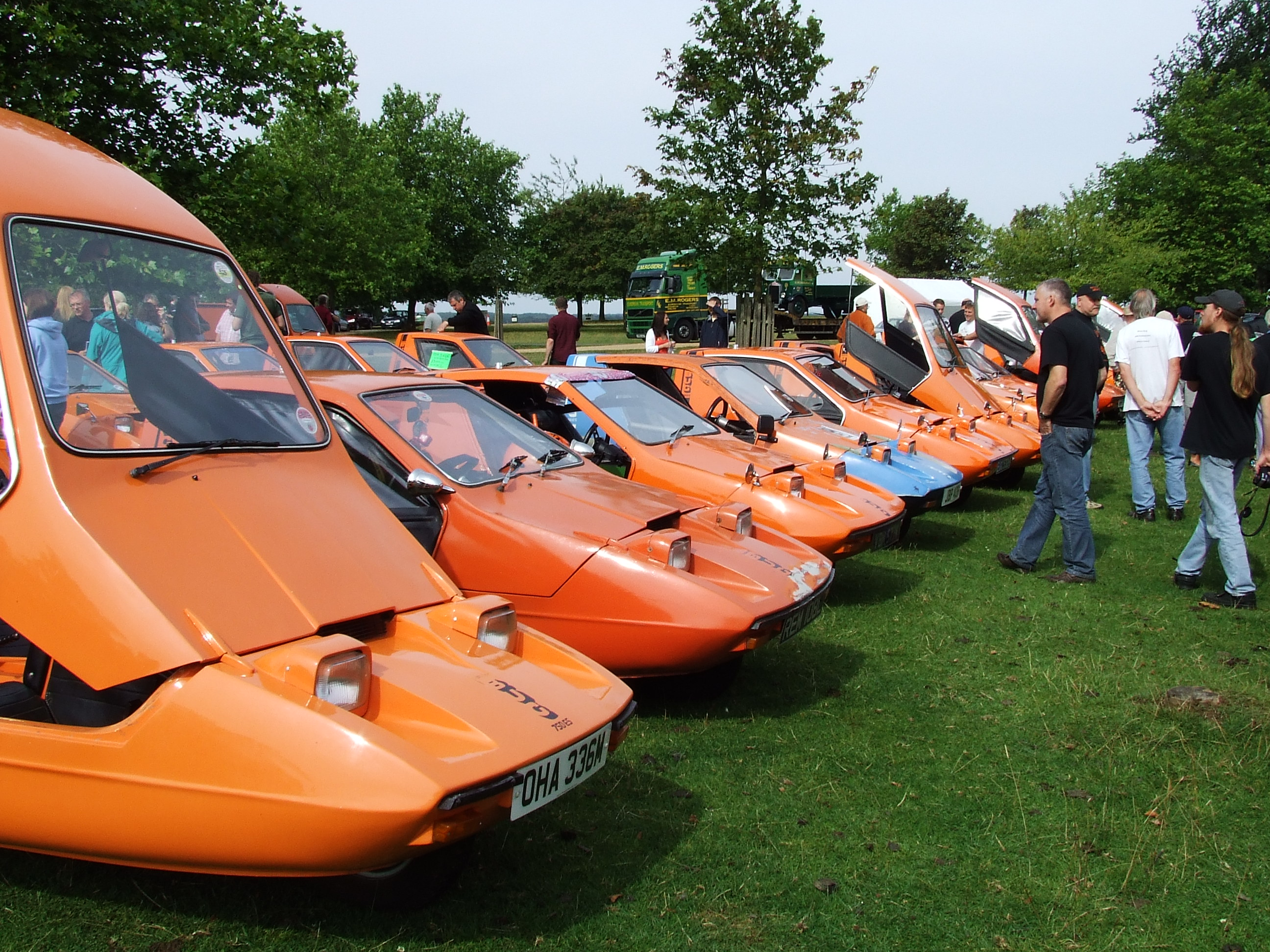
40-årsjubileet i Woburn 2010.